# 枣山路站
枣山路站是青岛地铁2号线的地铁车站，位于中华人民共和国山东省青岛市李沧区枣山路与黑龙江中路交叉口，于2017年12月10日开通。

## 车站结构
枣山路站位于枣山路与黑龙江中路交叉口，沿枣山路设置，呈东西走向，为地下两层岛式站台车站，车站长227.35米，宽22.7米，车站地下一层为站厅层，地下二层为站台层，站台设置全高站台门。
| 地面              | 出入口 | A、B、C、D出入口                                                                                                |
| 地下一层          | 站厅   | 客服中心、自动售票机、验票机                                                                                    |
| 地下二层          | 站台   | \| \| \| 2号线往李村公园（李村） \| \| 島式 · 開左邊车门 \| \| \| \| \| \| 2号线往四川路（轮渡）（华楼山路） \| |
|                   |        | 2号线往李村公园（李村）                                                                                         |
| 島式 · 開左邊车门 |        | |
|                   |        | 2号线往四川路（轮渡）（华楼山路）                                                                               |

## 出入口
枣山路站共设4个出入口，各出口及周围设施如下所示：
| 编号                | 指示                                     | 建议前往的目的地       | 图片 |
| ------------------- | ---------------------------------------- | ---------------------- | ---- |
| A · 出口 · （设有） | 枣山路(北)，黑龙江中路(西)，玉液泉路(东) | 山东省青岛第五十八中学 |      |
| B · 出口            | 枣山路(北)，黑龙江中路(东)，金液泉路(西) |                        |      |
| C · 出口            | 枣山路(南)，黑龙江中路(东)，金液泉路(西) | 青岛枣山小学           |      |
| D · 出口            | 枣山路(南)，黑龙江中路(西)，玉液泉路(东) |                        |      |
| 图例： 设有         |                                          |                        |      |

## 接驳交通

### 公交车
- 黑龙江中路枣山路：3路，13路，230路，385路，389路，407路环行，502路，932路

## 车站历史
本站工程名与正式站名均为枣山路站，以车站所处的枣山路命名。
- 2017年12月10日，车站随2号线一期东段通车开通[1]。